# Watrous (Saskatchewan)
Watrous est un bourg canadien du centre-sud de la province de la Saskatchewan au sud du lac Petit Manitou. Il compte 1842 habitants.

## Géographie
À vol d'oiseau, Watrous se situe à 5 km au sud du lac Petit Manitou, à 95 km à l'est de Saskatoon et à 145 km au nord de Régina. Le bourg est établi à 540 m d'altitude. Sa superficie est de 11,29 km2. Watrous est à la jonction des routes provinciales 2 (en direction de Moose Jaw au sud et de Prince Albert au nord) et 365 qui rallie le village de Plunkett et la route trancanadienne 16 au nord. C'est aussi un nœud ferroviaire. Le territoire municipal est enclavé dans la municipalité rurale de Morris n° 312,. Du point de vue hydrographique, Watrous se situe sur le bassin versant endoréique du lac salé du Petit Manitou.
Watrous est un centre commercial et de service régional. Les mines de potasse sont le principal employeur de la ville.

## Histoire
La colonisation agricole de la région de Watrous se développe entre 1904 et 1906. Elle précède l'arrivée du chemin de fer du Grand Tronc Pacifique en 1906.

## Démographie
Au recensement de 2021, la municipalité urbaine de Watrous atteint 1842 habitants sur 11,29 km2 tandis que la municipalité rurale de Morris en compte 263 sur 842,62 km2 et le village de villégiature de Manitou Beach 364, sur 2,28 km2.
| 1971  | 1976  | 1981  | 1986  | 1991  |
| ----- | ----- | ----- | ----- | ----- |
| 1 541 | 1 520 | 1 830 | 1 953 | 1 872 |

| 1996  | 2001  | 2006  | 2011  | 2016  |
| ----- | ----- | ----- | ----- | ----- |
| 1 860 | 1 808 | 1 743 | 1 857 | 1 900 |

| 2021  | - | - | - | - |
| ----- | - | - | - | - |
| 1 842 | - | - | - | - |

## Personnalités
- Paul Meger (1929-2019) : hockeyeur sur glace, né à Watrous.